# Ninhue
Ninhue är en kommun i Chile.   Den ligger i provinsen Itata och regionen Ñuble, i den södra delen av landet, 400 km sydväst om huvudstaden Santiago de Chile. Antalet invånare är 5 268. Arean är 401 kvadratkilometer.
Terrängen i Ninhue är kuperad norrut, men söderut är den platt.
Trakten runt Ninhue består till största delen av jordbruksmark. Runt Ninhue är det glesbefolkat, med 18 invånare per kvadratkilometer.